# Gottlieb Wilhelm Rabener
Gottlieb Wilhelm Rabener (Wachau, 17 settembre 1714 – Dresda, 22 marzo 1771) è stato uno scrittore, poeta e moralista tedesco.

## Biografia
Rabener, nato in un borgo nei dintorni di Lipsia, apparteneva ad una famiglia di letterati. Suo nonno era un poeta. Fu educato nella prestigiosa Scuola di Sant'Afra a Meißen, dove ebbe come condiscepoli lo scrittore Karl Christian Gärtner e il filosofo Christian Fürchtegott Gellert, insieme ai quali frequentò l'Università di Lipsia. Laureato in legge, svolse una carriera di funzionario erariale. Dopo la morte di suo padre, nel 1741, fu nominato ispettore delle imposte di Lipsia e dal 1753 occupò l'ufficio di direttore del fisco a Dresda. Durante la Guerra dei sette anni la sua casa fu bruciata e andarono anche perduti suoi manoscritti inediti.
Le sue Satire, apparse in un primo momento su riviste, furono da lui raccolte e pubblicate in volume col titolo Sammlung satirischer Schriften (Raccolta di scritti satirici, Lipsia, 1751). La sua lingua tagliente non risparmiava nessuno. Traeva spunto da antichi scrittori, come il filosofo greco Teofrasto e l'epigrammista latino Marziale; ma s'ispirò anche al moralista ed aforista francese Jean de La Bruyère e al poeta irlandese Jonathan Swift, noto come autore di pamphlet satirici. Le sue canzonature riguardavano i difetti tipici della classe borghese.
Gottlieb Wilhelm Rabener è stato anche autore delle Noten ohne Text (Note senza testo), un libro curioso, in cui l'autore proponeva al lettore di esercitarsi nella satira, completando frasi che mettevano in ridicolo la falsa erudizione del tempo. Le sue Opere furono pubblicate nel 1777, in 6 volumi e ripubblicate a Stoccarda, nel 1840, in 4 volumi.